# Nikita Khrusjtjov
Nikita Sergejevitj Khrusjtjov (russisk: Ники́та Серге́евич Хрущёв) (17. april 1894 i Kalinovka – 11. september 1971 i Moskva) var en sovjetisk politiker. Han var generalsekretær i Sovjetunionens kommunistiske parti 1953-64 og formand for USSRs ministerråd 1958-64.
Han blev partimedlem i 1918 og var en af kommissærerne i slaget om Stalingrad under anden verdenskrig. Skønt han havde ringe formel uddannelse, blev han en af Stalins venner, og fulgte dennes ordrer til punkt og prikke som førstesekretær i det ukrainske kommunistparti i 1938. Han deltog fuldt og helt i Stalins udrensning blandt partifæller, hvis loyalitet blev draget i tvivl. Khrusjtjovs hensynsløse optræden under udrensningerne gav ham tilnavnet "slagteren fra Ukraine"; men efter sin magtovertagelse overraskede han med at indlede en afstalinisering. Han tog sigte på
- et forbedret, mere fredeligt forhold til Vesten
- mindre magt til det hemmelige politi
- løsladelse af tusindvis af politiske fanger
- opmuntren af kunsten, især litteratur
- en forbedring af økonomien og jævne menneskers levestandard[5]

Den 15. september 1959 blev Nikita Khrusjtjov den første sovjetiske leder, som besøgte USA.
Khrusjtjov var Sovjetunionens leder under Cubakrisen i oktober 1962. Enkelte historikere mener, at Khrusjtjovs håndtering af krisen var en medvirkende årsag til, at han tabte magtkampen i kommunistpartiet og blev afsat som leder to år senere.
Han efterfulgtes af Leonid Bresjnev.
Khrusjtjov besøgte Danmark i 1964, hvor han fik lejlighed til at møde bl.a. statsministerfruen Helle Virkner i deres hjem på Egernvej 61 på Frederiksberg. Under et senere toiletbesøg stjal spioner fra Forsvarets Efterretningstjeneste Khrusjtjovs afføring for at finde ud af, om han var syg. Det var han ikke.